# Berniniella parasigma
Berniniella parasigma är en kvalsterart som beskrevs av Iturrodobeitia 1987. Berniniella parasigma ingår i släktet Berniniella och familjen Oppiidae. Inga underarter finns listade.